# 스코다 파비아
스코다 파비아는 체코의 자동차 제조업체인 스코다가 1999년부터 생산 중에는 승용차이다. 2001년에 단종된 스코다 펠리시아의 후속 모델로서 개발되었으며, 출시 당시 해치백, 에스테이트(파비아 콤비), 세단(파비아 세단) 차체 스타일로 시판되어오다 2007년부터 2세대는 해치백과 에스테이트 버전으로 판매되기 시작하였다. 3세대 파비아는 2015년에, 4세대는 2021년에 출시되었다.

## 역사

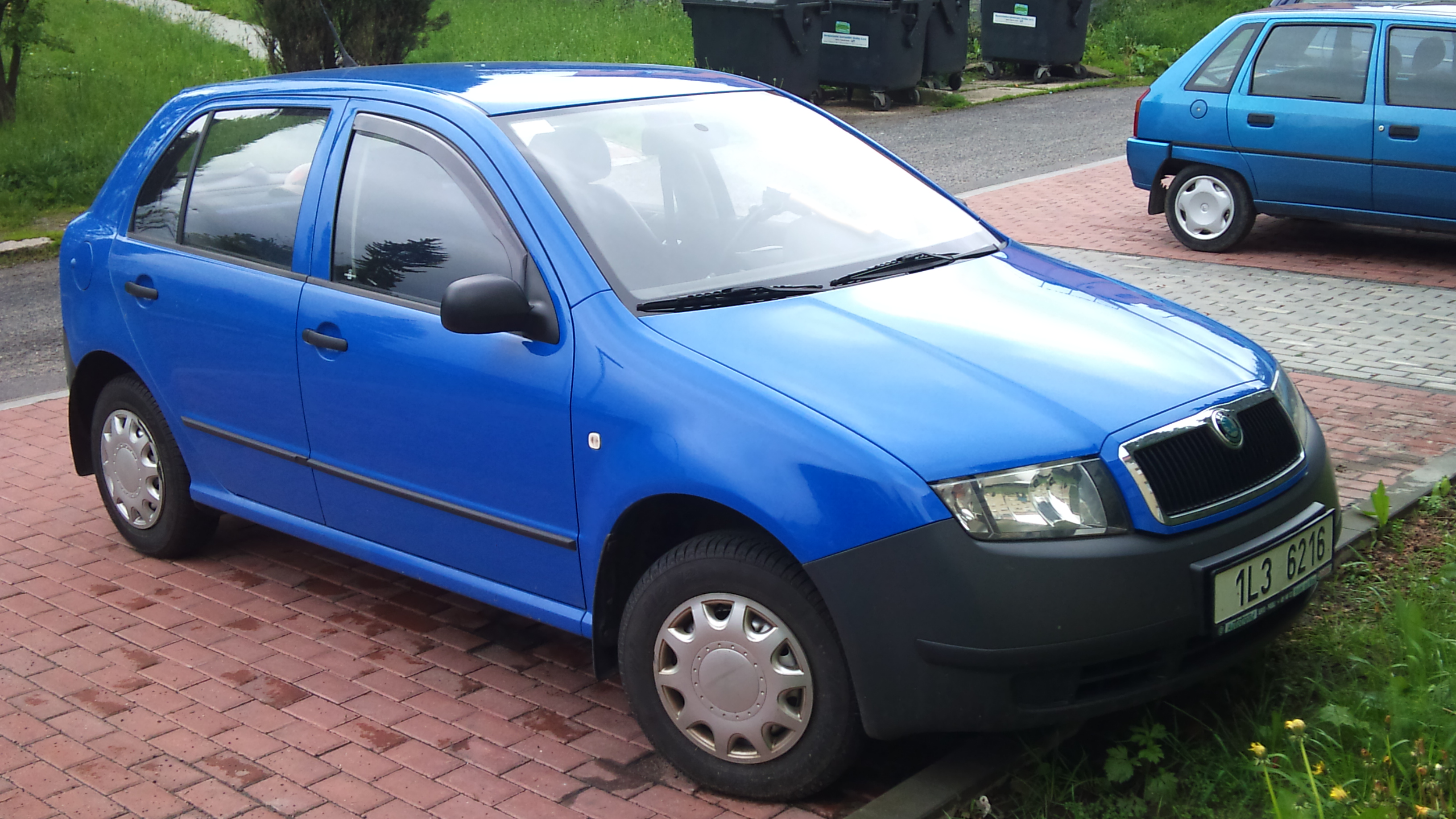
1세대
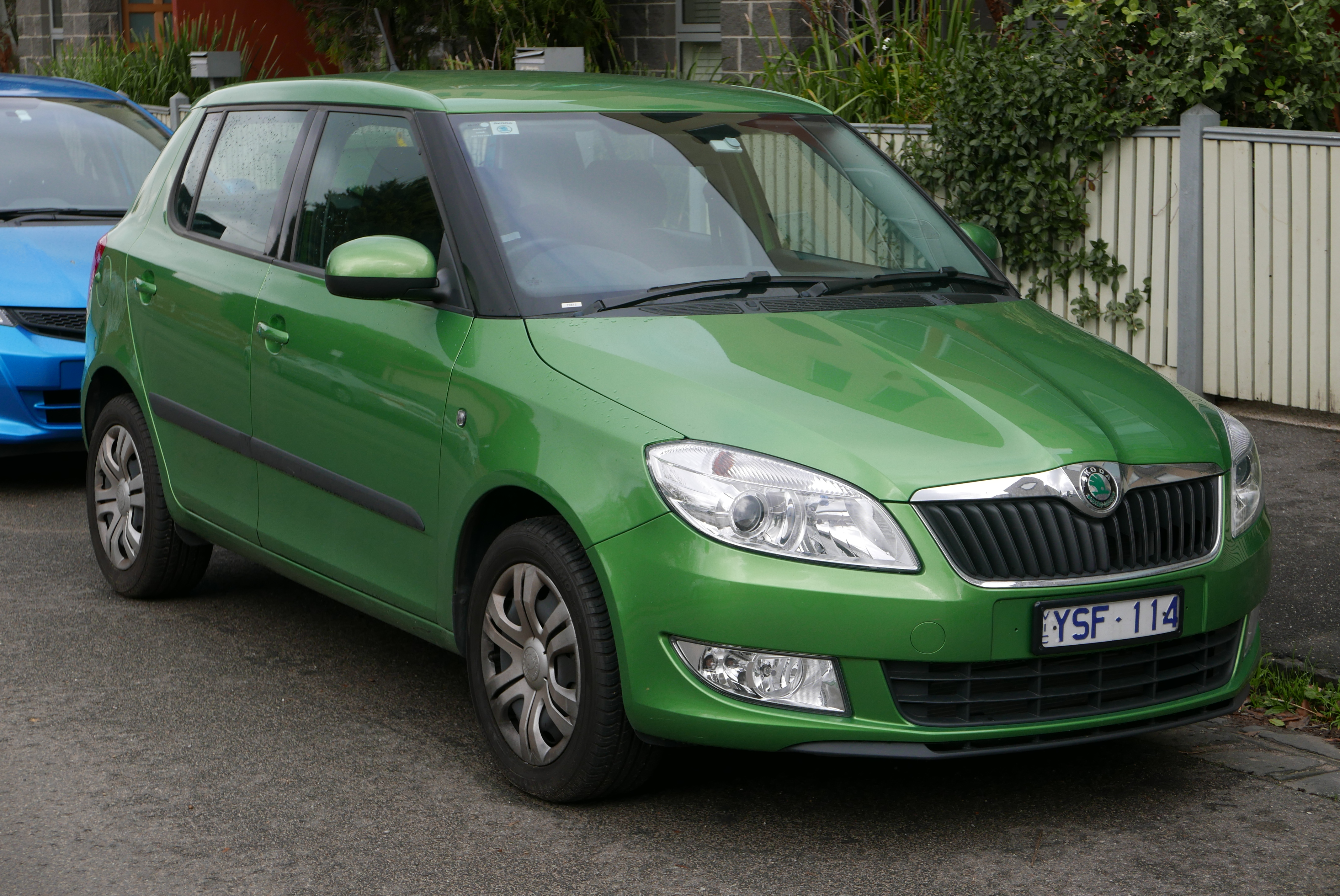
2세대
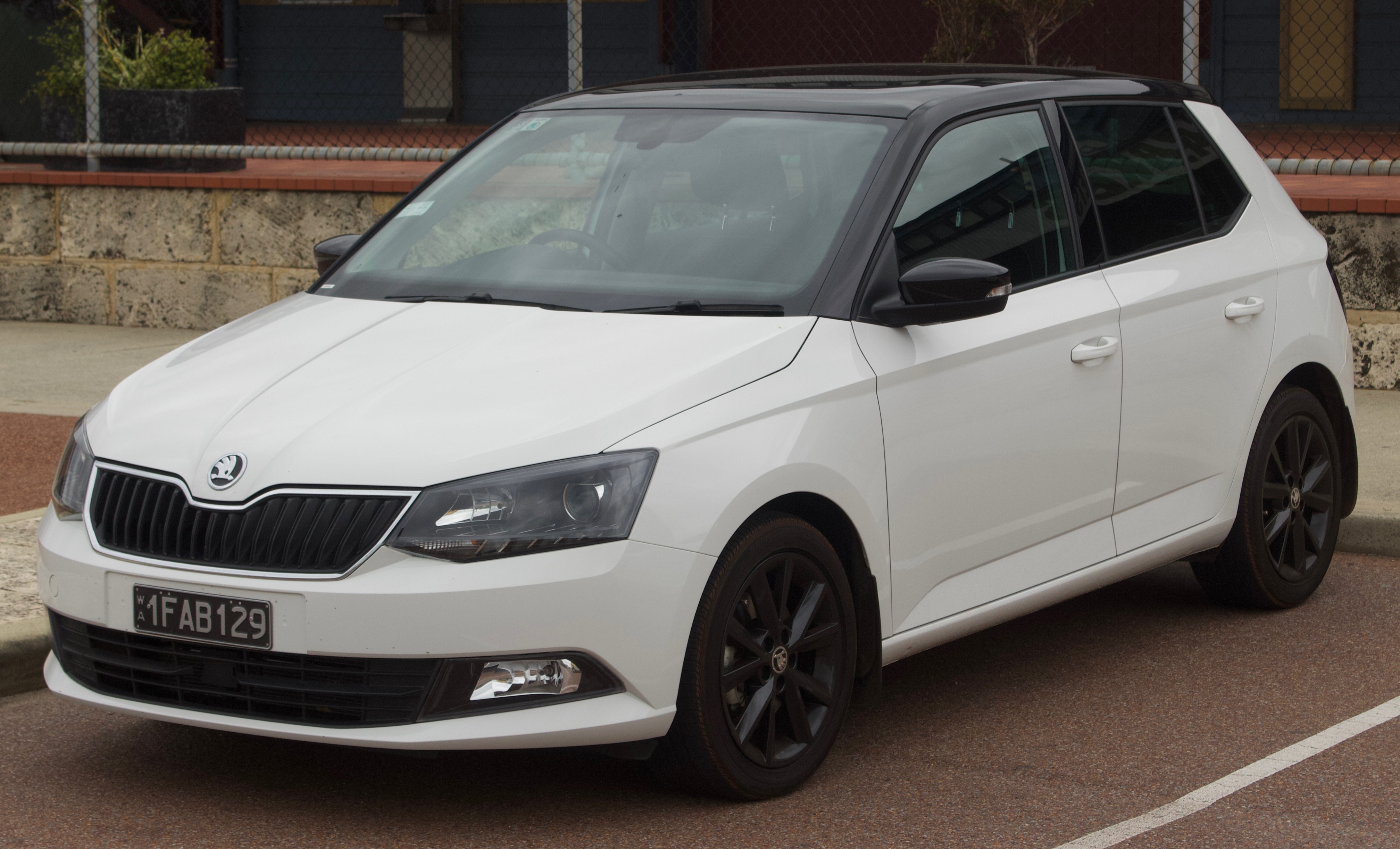
3세대
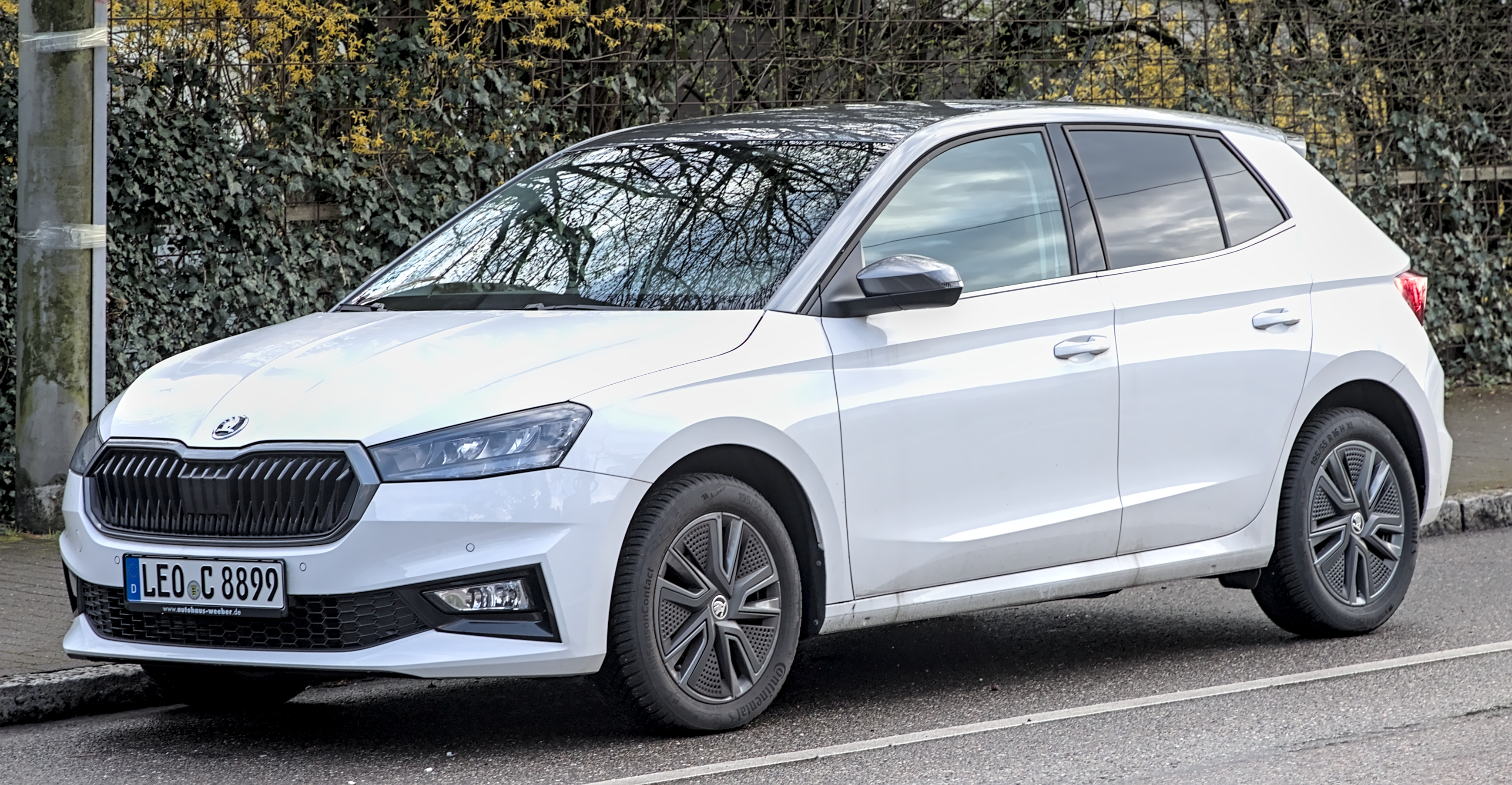
4세대